# Meridian (New York)
Meridian è un villaggio degli Stati Uniti d'America, situato nello stato di New York, nella contea di Cayuga.